# Cunhagem de Cales
A cunhagem de Cales diz respeito às moedas cunhadas em Cales, uma cidade da Campânia, o centro urbano mais importante da antiga população itálica dos Ausoni. Cales ficava na Via Latina, a meio caminho entre as montanhas Sannio e a planície da Campânia, alguns quilômetros ao norte de Casilinum (atual Cápua) e um pouco ao sul de Teanum Sidicinum.